# Bregje Hofstede
Bregje Hofstede (Ede, 1988) is een Nederlandse feministische journalist, columnist, schrijver en activist.

## Biografie
Hofstede studeerde kunstgeschiedenis en Frans in Utrecht, Parijs en Berlijn. Haar eindscriptie voor de onderzoeksmaster kunstgeschiedenis was getiteld Alexander Alexeïeff and the Art of Illustration. Ze schrijft voor diverse kranten en tijdschriften en is correspondent Nieuw Feminisme bij online journalistiek platform De Correspondent.
Haar debuutroman De hemel boven Parijs is vertaald in het Duits en Deens. Hij werd genomineerd voor onder andere de Libris Literatuur Prijs, de Anton Wachterprijs en de Gouden Boekenuil.
Haar tweede roman Drift stond op de shortlist van de Libris Literatuur Prijs 2019.
Hofstede is lid van Extinction Rebellion en medeoprichter van feministische actiegroep De Bovengrondse en van Stichting Nationaal Heksenmonument.

### Persoonlijk
Eind december 2019 verhuisde Hofstede met haar vriend naar een dorpje in de Morvan in Frankrijk.